# Gmina Meadow (hrabstwo Clay)

Położenie Gminy Meadow w hrabstwie Clay

Gmina Meadow (ang. Meadow Township) – gmina w USA, w stanie Iowa, w hrabstwie Clay. Według danych z 2000 roku gmina miała 339 mieszkańców, a jej powierzchnia wynosi 90,23 km².